# Xã Marshfield, Quận Perkins, Nam Dakota
Xã Marshfield (tiếng Anh: Marshfield Township) là một xã thuộc quận Perkins, tiểu bang Nam Dakota, Hoa Kỳ. Năm 2010, dân số của xã này là 30 người.